# تپه حمیل گوهره
تپه حمیل گوهره مربوط به عصر مس و سنگ جدید- عصر آهن است و در شهرستان هرسین، بخش بیستون، روستای گوهره واقع شده و این اثر در تاریخ ۴ خرداد ۱۳۸۴ با شمارهٔ ثبت ۱۱۷۸۶ به‌عنوان یکی از آثار ملی ایران به ثبت رسیده است.